# Língua hebraica
O hebraico (עברית, ivrit/ibrit) ou hebreu é uma língua semítica pertencente à família das línguas afro-asiáticas. A Bíblia original, a Torá, que os judeus ortodoxos consideram ter sido escrita na época de Moisés, há cerca de 3 300 anos, foi redigida no hebraico dito "clássico". Embora hoje em dia seja uma escrita foneticamente impronunciável, devido à inexistência de vogais no alfabeto hebraico clássico, os judeus têm-na sempre chamado de "A Língua Sagrada" (לשון הקודש ou Lashon ha'Kodesh), já que muitos acreditam ter sido escolhida para transmitir a mensagem de Deus à humanidade. Por volta da destruição de Jerusalém pelos babilônios em 587 a.C., o hebraico clássico foi substituído no uso diário pelo aramaico, tornando-se primariamente uma língua franca regional, tanto usada na liturgia, no estudo do Mixná (parte do Talmude), como também no comércio.
O hebraico renasceu como língua falada durante o final do século XIX e começo do século XX como o hebraico moderno, adotando alguns elementos dos idiomas árabe, ladino (língua dos judeus sefarditas), iídiche (língua dos judeus oriundos da Europa), e outras línguas que acompanharam a Diáspora Judaica como língua falada pela maioria dos habitantes do Estado de Israel, do qual é a língua oficial primária.

## História
Enquanto o termo "hebreu", refere-se a uma nacionalidade, ou seja especificamente aos antigos israelitas, a língua hebraica clássica, uma das mais antigas do mundo, pode ser considerada como abrangendo também os idiomas falados por povos vizinhos, como os fenícios e os cananeus. De facto, o hebraico e o moabita são considerados por muitos, dialetos da mesma língua.
O hebraico assemelha-se fortemente ao aramaico e, embora menos, ao árabe e seus diversos dialetos, partilhando muitas características linguísticas com eles.
O hebraico também mudou. A diferença entre o hebraico de hoje e o de há 3 000 anos é que o antigo era um abjad ou seja, não possuía vogais para formar sílabas. As vogais (Nekodot) foram os sinais diacríticos inventados pelos rabinos para facilitar na pronúncia de textos muito antigos e posteriormente desativados, nos meios de comunicação atuais.

### História antiga
O hebraico é uma língua afro-asiática. Uma das teorias é que essa família linguística se originou no Nordeste da África, e começou a divergir nos meados do oitavo milênio a.C.; de qualquer forma, existe grande debate em relação à data (essa teoria é defendida pela maioria dos linguistas e arqueólogos mas contraria a leitura tradicional da Torá, bem como achados arqueológicos como a pedra Moabita, já em uma língua muito próxima do hebraico bíblico, e fazendo referência a Israel como nação, por volta de 830 a.C.). Os falantes do proto-afro-asiático expandiram-se para norte e acabaram por chegar ao Médio Oriente.
No fim do terceiro milénio a.C. as línguas ancestrais como o aramaico, o ugarítico e várias outras línguas cananitas eram faladas no Levante ao lado dos influentes dialetos de Ebla e Acádia. À medida que os fundadores do hebraico migravam para o sul, onde receberiam influências do levante, tal como outros povos que empreenderam o mesmo caminho, como os filisteus, adotaram os dialetos cananeus. A primeira evidência escrita do hebraico, o calendário de Gezer, data do século X a.C., os tempos dos reinados dos reis Davi e Salomão. Apresenta uma lista das estações e de atividades agrícolas com elas relacionadas. O calendário de Gezer (que recebeu o nome da cidade em cujas proximidades foi encontrado) está escrito em um alfabeto semítico antigo, aparentado ao fenício, o qual, passando pelos gregos e pelos etruscos, deu origem ao alfabeto latino usado hoje em quase todas as línguas europeias. O calendário de Gezer é escrito sem nenhuma vogal, e não usa consoantes substitutas de vogais mesmo nos lugares onde uma soletração mais moderna o requer (ver abaixo).

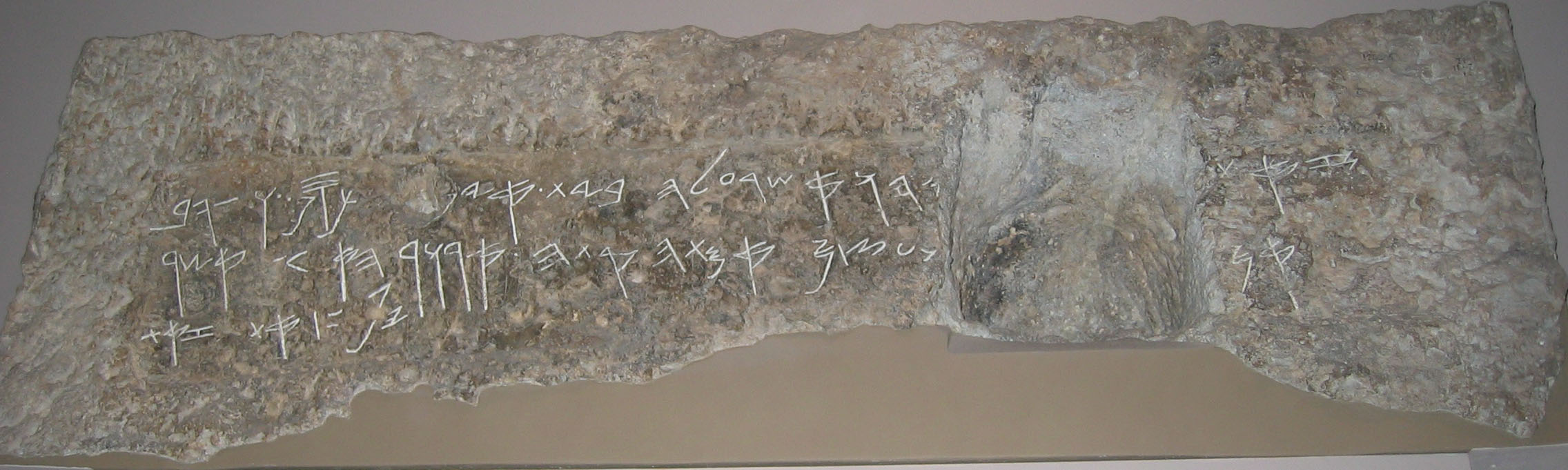
A verga Shebna, da tumba de um camareiro real achado em Siloé, datado do século VII a.C.

Numerosas tabuletas mais antigas foram encontradas na região com alfabetos similares em outras línguas semíticas, por exemplo o proto-sinaítico. Acredita-se que as formas originais das letras do alfabeto são mais antigas que os hieróglifos da escrita egípcia, embora os valores fonéticos sejam sempre inspirados em princípios acrofónicos. O antepassado comum do hebraico e do fenício é chamado cananeu, e foi o primeiro a usar um alfabeto semítico distinto do egípcio. Um dos documentos cananeus antigos é a famosa Pedra Moabita; a inscrição de Siloam, encontrada próximo de Jerusalém, é um exemplo antigo do hebraico. Outros escritos hebraicos menos antigos incluem o óstraca encontrado perto de Laquis (Lachish) e que descreve os eventos que precedem a captura final de Jerusalém por Nabucodonosor II e o cativeiro na Babilónia de 587 a.C.
O escrito mais famoso originalmente em hebraico é o Tanaque, base das Escrituras Sagradas hebraicas, apesar de as datas em que teria sido escrito ainda sejam disputadas (Ver datar a bíblia). As cópias existentes mais antigas foram encontradas entre os manuscritos do Mar Morto, escritos entre o século II a.C. e o século I d.C.
A língua formal do império babilónico era o aramaico (cujo nome deriva de Aram Naharayim, "Mesopotâmia", ou de Aram, "terras altas" em cananeu e o antigo nome da Síria). O Império Aquemênida, que conquistou o Império Neobabilónico poucas décadas depois do início do exílio judeu, adotou o aramaico como língua oficial. O aramaico é também uma língua semítica norte-ocidental, bastante semelhante ao hebraico. O aramaico emprestou muitas palavras e expressões ao hebraico, principalmente devido a ser a língua utilizada no Talmude e noutros escritos religiosos.
Além de numerosas palavras e expressões, o hebraico também recebeu do aramaico o seu alfabeto. Apesar de as letras aramaicas originais terem origem no alfabeto fenício que era usado no antigo Israel, divergiram significativamente, tanto às mãos dos judeus como dos mesopotâmios, assumindo a forma que hoje nos é familiar cerca do século I a.C.. Escritos desse tempo (especialmente notáveis são os manuscritos do Mar Morto encontrados em Qumran) foram redigidos com um alfabeto muito semelhante ao "quadrático" ainda hoje usado.
Os judeus que viviam mais ao norte ou no Império Aquemênida aos pouco foram adotando o segmento aramaico, e o hebraico rapidamente caiu em desuso. Contudo, como essa literatura é parte integrante das escrituras, os caracteres ainda hoje permanecem preservados em outros idiomas. Pelos seguintes 700 anos, o aramaico tornou-se a língua vernácula da Judeia restaurada. Obras famosas escritas em aramaico incluem o Targum, o Talmude e diversos livros de Flávio Josefo, embora muitos desses últimos não foram preservados em sua forma original. No seguimento da destruição de Jerusalém e do Segundo Templo, no ano 70 d.C., os judeus começaram gradualmente a dispersar-se da Judeia para o resto do mundo conhecido à época. Por muitos séculos o aramaico permaneceu como a língua falada pelos judeus da Mesopotâmia, e o Lishana Deni, conhecido também como "judaico-aramaico", é um moderno descendente que ainda é falado por uns poucos milhares de judeus (e muitos não judeus) na região conhecida como Curdistão; contudo, essa língua gradualmente cedeu lugar ao árabe, como deu lugar a outros falares locais em países para os quais os judeus emigraram.
O hebraico não foi usado como uma língua falada por aproximadamente 2 300 anos, ou seja, foi considerada uma língua morta, assim como o latim. Contudo, os judeus sempre dedicaram muito esforço para manter altos níveis de alfabetização entre eles, com o principal propósito de permitir a todo judeu consultar como se estivesse manipulando os originais da Bíblia hebraica e as obras religiosas que a acompanham. É interessante notar que as línguas que os judeus adotaram em seus países de residência, nomeadamente o ladino e o iídiche não estavam diretamente relacionadas com o hebraico (a primeira baseada no espanhol peninsular com empréstimos árabes, e a última um antigo dialeto do alemão medieval), contudo, ambas foram escritas da direita para a esquerda, utilizando o alfabeto hebraico. O hebraico foi também usado como uma língua de comunicação entre os judeus de diferentes países, particularmente com o propósito de facilitar o comércio internacional.
A mais importante contribuição para a preservação da leitura (sem pronúncia) do hebraico tradicional nesse período foi aquelas dos eruditos chamados massoretas (da palavra masoret, que significa "folclore" ou "tradição"), ocorrida a cerca do século VII ao século X criou algumas marcações suplementares para indicar a posição onde deveriam existir vogais, assim como a acentuação tônica e os métodos de recitação. desse modo, os textos originais hebraicos que usavam apenas as consoantes passaram a contar com as vogais, entretanto, algumas consoantes foram usadas para indicar vogais longas. Na época dos massoretas esse texto era considerado muito sagrado para ser alterado, assim todas as marcações foram adicionadas na forma de diacríticos (pontinhos e pequenos traços) dentro e ao redor das letras.

### Ressurreição
O reviver do hebraico como língua mãe foi iniciado com os esforços de Eliezer Ben-Yehuda. Anteriormente, um ardente revolucionário na Rússia czarista, Ben-Yehuda juntou-se ao Movimento Nacional Judaico Sionista e emigrou para a Palestina em 1881. Motivado pelos ideais que o circundavam de renovação e de rejeição do estilo de vida dos judeus da diáspora, dedicou-se a desenvolver uma nova língua que os judeus pudessem usar para a comunicação do dia-a-dia.

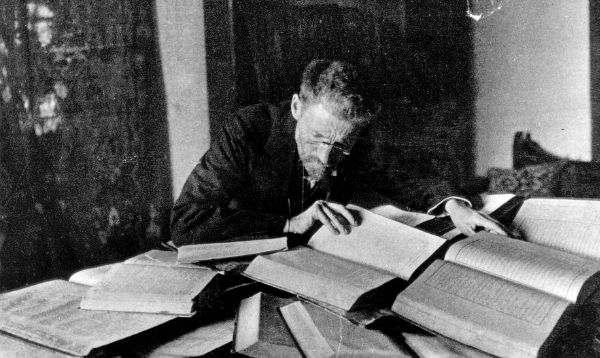
Eliezer Ben-Yehuda

Apesar de a princípio o seu trabalho ter sido desprezado, pelos judeus ortodoxos que consideravam o hebraico como língua litúrgica. Em breve seria constituído o Comité da Língua Hebraica. Mais tarde tornar-se-ia a Academia da Língua Hebraica, uma organização que existe atualmente. Os resultados do seu trabalho e do comité foram publicados num dicionário (O Dicionário Completo de Hebraico Antigo e Moderno). O trabalho de Ben-Yehuda acabou por encontrar solo fértil e no princípio do século XX, o hebraico estava a tornar-se a principal língua das populações judias.

### História recente

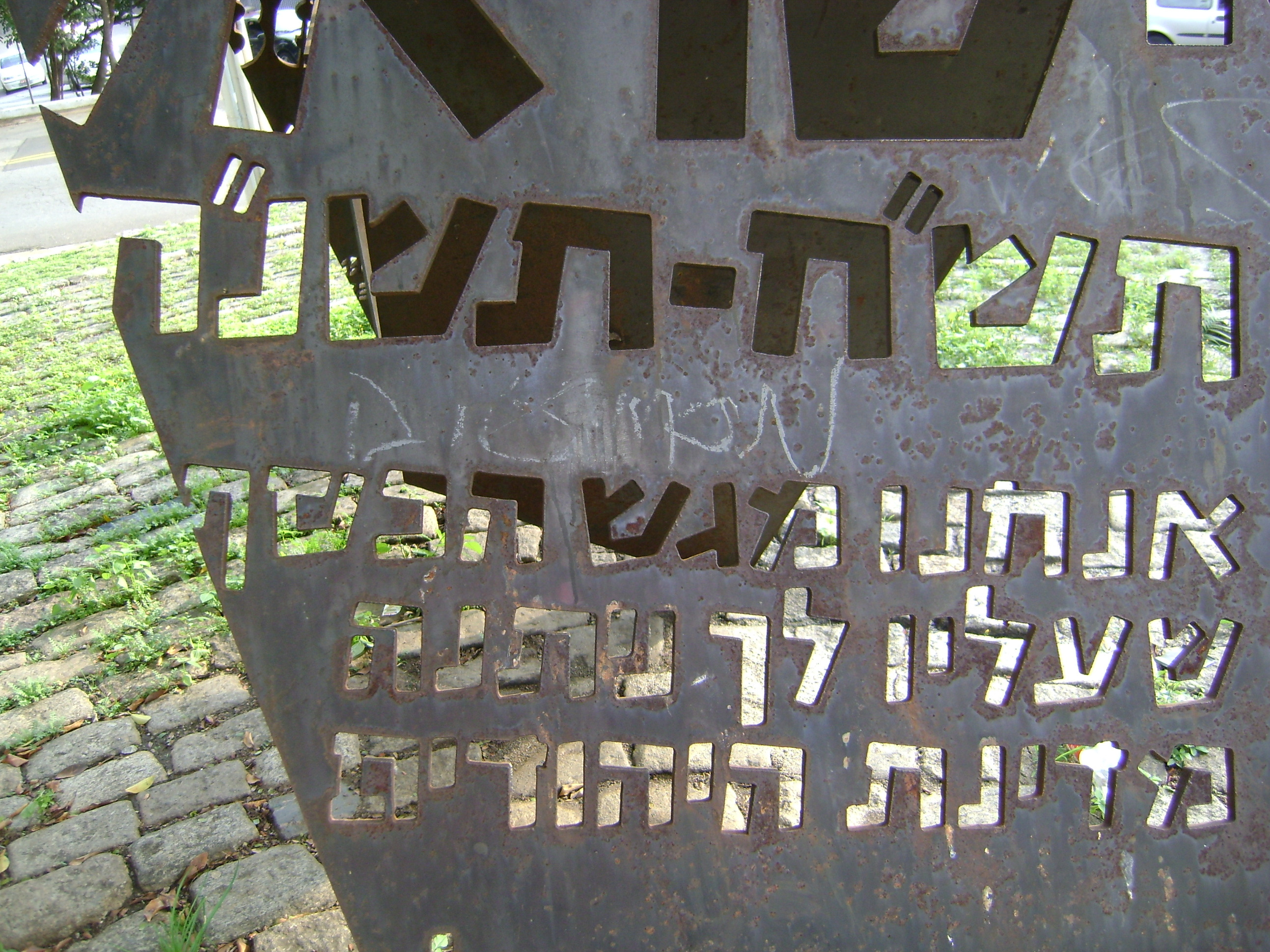
Monumento com escritura em hebraico no bairro Higienópolis de São Paulo

Ben-Yehuda baseou o hebraico moderno no hebraico bíblico. Quando o comitê decidia inventar uma nova palavra para um determinado conceito, Yehuda procurava em índices de palavras bíblicas e dicionários estrangeiros, particularmente de árabe. Enquanto que Yehuda preferia as raízes semíticas às europeias, a abundância de falantes europeus de hebraico levou à introdução de muitas palavras estrangeiras. Outras mudanças que tiveram lugar à medida que o hebraico voltava à vida foram a sistematização da gramática, uma vez que a sintaxe bíblica era por vezes limitada e ambígua; e a adoção da pontuação ocidental.
A influência do russo é particularmente evidente no hebraico. Por exemplo, o sufixo russo -ácia é usado em nomes onde o português usa o sufixo -ação. Isto aconteceu tanto em empréstimos diretos do russo, como por exemplo "industrializacia", industrialização, e em palavras que não existem em russo. A influência do inglês é também muito forte, parcialmente devido à administração britânica de Israel, que durou cerca de 30 anos, e devido a laços fortes com os Estados Unidos. A influência do alemão integrada ao iídiche é bem acentuada, nomeadamente nos diminutivos. Finalmente o árabe, sendo a língua de numerosos judeus mizraicos e sefarditas imigrados ou com nacionalidade de países árabes, assim como os árabes israelitas, teve uma influência importante no hebraico, especialmente no calão.
O hebraico moderno é escrito com um alfabeto conhecido como "quadrático". É o mesmo alfabeto, em última análise derivado do aramaico, que foi usado para copiar livros religiosos em hebraico durante dois mil anos. Este alfabeto tem também uma versão cursiva, que é usada para a escrita à mão.
O hebraico moderno têm um jargão rico, que resulta de uma florescente cultura de juventude. As duas características principais deste jargão são os empréstimos do árabe (por exemplo, sababa, "excelente", ou kussémek, expressão de forte insatisfação que é extremamente obscena tanto em árabe como em hebraico).
Devido ao tamanho relativamente reduzido do vocabulário básico, numerosos empréstimos estrangeiros e a regras gramaticais relativamente simples, o hebraico é uma língua simples de aprender. Os israelitas toleram bastante os sotaques estrangeiros.
O hebraico tem sido a língua de numerosos poetas, os quais incluem Raquel, Bialik, Shaul Tchernihovsky, Lea Goldberg, Avraham Shlonsky e Natan Alterman. O hebraico é ainda a língua de numerosos autores, um dos quais é o escritor Shmuel Yosef Agnon, laureado com o Prémio Nobel.

## Distribuição geográfica

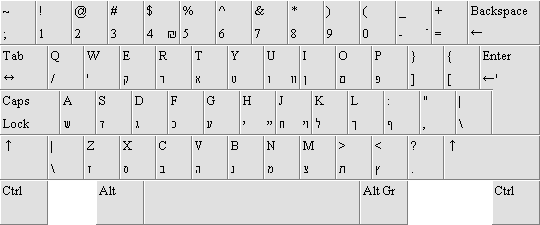
Teclado hebraico

O hebraico é falado principalmente em Israel pelos seus cerca de 6 milhões de judeus tal como pelos dois milhões de árabes que lá vivem. No entanto, fora de Israel, judeus sefarditas, principalmente em França (com mais de meio milhão de judeus), e israelitas expatriados, principalmente nos Estados Unidos (cerca de meio milhão de pessoas), usam-na domesticamente. Normalmente, a maioria dos judeus asquenazes não nascidos em Israel (cerca de 8 milhões) consideram difícil usar o hebraico coloquialmente. A minoria (no máximo 20 %) que frequenta escolas judaicas (yeshivas) normalmente tem uma familiaridade maior com o hebraico e consegue ler e até escrever hebraico mas só falam com fluência quando passam tempo suficiente em Israel e falam com falantes nativos de hebraico.
Muitos judeus europeus e americanos nunca visitaram Israel e não conseguem dizer muito em hebraico. Desse modo, o hebraico não é falado por eles nem entendido pela maioria dos judeus em muitas áreas fora de Israel onde há uma grande população judia, nomeadamente Estados Unidos, França, Reino Unido, Argentina, Austrália, Brasil, Canadá, Alemanha, Rússia, África do Sul e Ucrânia.
Como parte do judaísmo, o hebraico é usado em vários graus nos estudos religiosos e orações. Normalmente são os judeus ortodoxos que frequentam escolas de hebraico e escolas religiosas, enquanto que a maioria dos judeus tendem a ser fluentes nas línguas dos países onde vivem e menos interessados em aprender hebraico. Apesar disso, na América do Norte, iniciativas como o Programa de Aproximação Judia Nacional e as sinagogas oferecem cursos intensivos de hebraico a dezenas de milhares de judeus todos os anos para introduzir judeus adultos à leitura de hebraico pela primeira vez.

## Dialetos
De acordo com o Ethnologue, os dialetos do hebraico incluem o hebraico padrão (israelita padrão, hebraico europeizado); hebraico oriental (hebraico arabizado, e; hebraico iemenita).
Na prática há também o hebraico asquenaze, ainda usado de forma vasta nas cerimónias judaicas e nos estudos (em Israel e no estrangeiro). Foi influenciado pelo iídiche.
O hebraico sefardita é a base do hebraico padrão, tem maior variedade de pronúncias. Foi influenciado pelo ladino.
O hebraico mizrahi (oriental) é um grupo de dialetos falados liturgicamente por judeus em várias partes do mundo árabe e islâmico. Foi influenciado pelo árabe.
Quase todos os emigrantes em Israel são encorajados a adotar o hebraico moderno como a sua língua diária. O bilinguismo é um fenômeno frequente, observado em particular com judeus brasileiros residentes em Israel, que tendem a manter o uso cotidiano do português do Brasil, juntamente com o hebraico. Isso se verifica em concentrações demográficas de judeus brasileiros, como os kibutzim Bror Chail e Ga'ash.
Como dialeto, o hebraico padrão foi inicialmente baseado no hebraico sefardita, mas foi influenciado pela fonologia asquenaze até formar um dialeto moderno único. Por exemplo, o som da consoante resh no hebraico padrão atual se aproxima mais do  som gutural que a letra "r" possui no alemão, no iídiche e no francês, que do seu som no dialeto sefardita, ou de seus equivalentes nas outras línguas semíticas. Assim como o som da letra "tz" (tzadi) que no hebraico moderno possui o som duplo semelhante ao "z" do alemão, e não a pronúncia sefardita e mizrahita que é semelhante ao "çad" do árabe.

## Línguas fortemente influenciadas pelo hebraico
O iídiche, o ladino e o judeo-árabe foram todas muito influenciadas pelo hebraico. Nenhuma dessas línguas é derivada principalmente do hebraico, mas todas estão cheios de empréstimos dele.[carece de fontes?]

## Vogais

As vogais do hebraico moderno

A palavra hebraica para vogal é tnu'ot (תְּנוּעוֹת). A língua hebraica moderna de Israel tem cinco vogais:
| Fonema | pronúncia em Hebraico moderno | pronúncia aproximada em português | represenção ortográfica               | represenção ortográfica | represenção ortográfica              |
| Fonema | pronúncia em Hebraico moderno | pronúncia aproximada em português | "longo" *                             | "curto" *               | "muito curto" / "interrompido" *     |
| --- | ----------------------------- | --------------------------------- | ------------------------------------- | ----------------------- | ------------------------------------ |
| /a/ | [a]                           | (como em "lá")                    | kamats (ָ )                            | patach (ַ )              | chataf patach (ֲ )                    |
| /e/ | [e̞]                           | (como em "pé")                    | tsere male (ֵי ) ou tsere chaser (ֵ )   | segol (ֶ )               | chataf segol (ֱ ), às vezes schwa (ְ ) |
| /i/ | [i]                           | (como em "milho")                 | khirik male (ִי )                      | khirik chaser (ִ )       |                                      |
| /o/ | [o̞]                           | (como em "sorte")                 | kholam male (וֹ ) ou kholam chaser (ֹ ) | kamatz katan (ָ )        | chataf kamatz (ֳ )                    |
| /u/ | [u]                           | (como em "uva")                   | shuruk (וּ)                            | kubuts (ֻ )              |                                      |
| * As várias representações ortográficas de cada um dos fonemas mostram a grande gama vocálica notável em recentes formas de hebraico. Alguns linguistas acalmam a gramática hebraica individualmente de Schwa na—marcando como Schwa (ְ)—representando um sexto fonema, /ə/. |                               |                                   |                                       |                         |                                      |

Cada vogal tem três formas: curta, longa e interrompida (hataf). Não há distinção audível entre as três no hebraico moderno de Israel, e o tipo de uma vogal é determinado inteiramente por sua posição em uma palavra.
O hebraico antigo não tinha ditongos. Embora eles existam no hebraico moderno falado, as regras de gramática desencorajam seu uso. Assim, a raiz Y-Kh-L, segunda pessoa do singular do tempo futuro, será conjugada tuykhal, embora a forma correta seja tukhal.
A fonética hebraica inclui um dispositivo especial chamado schwa. Há dois tipos de schwa: de repouso (nakh) e de movimento (na). O schwa de repouso é pronunciado como uma breve parada da fala. O schwa de movimento soa muito parecido com o schwa da língua inglesa.
O hebraico também tem o dagesh, um "enfatizador". Há dois tipos de enfatizadores: o brando (qal, conhecido também como dagesh lene) e o forte (chazaq ou dagesh fortis). Há duas subcategorias de dagesh forte: forte estructural (chazaq tavniti) e o forte complementar (chazaq mashlim). O brando afeta os fonemas /v/ /g/ /d/ /kh/ /f/ /t/ no início de uma palavra, ou depois de um schwa de repouso. As ênfases do tipo forte estrutural pertencem a certos padrões vocálicos (mishkalim e binyanim; ver a secção sobre gramática, a ser incluída a seguir). O dagesh forte complementar é acrescentado quando ocorre uma assimilação vocálica. Como mencionado antes, a ênfase influencia qual de um par de alófonos é pronunciado. Bastante interessante, evidência histórica indica que /g/, /d/ and /t/ costumavam ter versões de ênfase próprias, contudo elas desapareceram de virtualmente todos os dialetos falados do hebraico. Todas as outras consoantes, exceto as aspiradas, podem receber uma ênfase, mas seus sons não sofrerão mudanças.

## Consoantes
A palavra hebraica para consoantes é i'curim.
|              | Bilabiais | Bilabiais | Labiodentais | Labiodentais | Alveolares | Alveolares | Palatoalveolares[5] | Palatoalveolares[5] | Palatal | Velares | Velares | Uvulares | Uvulares | Glotais | Glotais |
| ------------ | --------- | --------- | ------------ | ------------ | ---------- | ---------- | ------------------- | ------------------- | ------- | ------- | ------- | -------- | -------- | ------- | ------- |
| Nasais       | m מ       | m מ       |              |              | n נ        | n נ        |                     |                     |         |         |         |          |          |         |         |
| Plosivas     | p פּ       | b בּ       |              |              | t ט,ת,תּ    | d ד,דּ      |                     |                     |         | k ק,כּ   | g ג,גּ   |          |          | ʔ א,ע   | ʔ א,ע   |
| Africativas  |           |           |              |              | ts צ       |            |                     |                     |         |         |         |          |          |         |         |
| Fricativas   |           |           | f פ          | v ב,ו        | s ס,שׂ      | z ז        | ʃ שׁ                 | ʒ 'ז                |         |         |         | χ ח,כ,ך  | ʁ ר      | h ה     | h ה     |
| Vibrantes    |           |           |              |              |            |            |                     |                     |         |         |         | ʀ ר      | ʀ ר      |         |         |
| Aproximantes |           |           |              |              |            |            |                     |                     | j י     |         |         |          |          |         |         |
| Laterais     |           |           |              |              | l ל        | l ל        |                     |                     |         |         |         |          |          |         |         |

## Mudanças sonoras históricas
As transcrições gregas apresentam indicações de que o hebraico bíblico manteve as consoantes gh e kh do proto-semítico por mais tempo do que o sistema de escrita pode sugerir. Assim, 'Amorá é traduzido como Gomorra para grego, enquanto que 'Eber é transcrito como Eber, sem o g intrusivo; dado que evidências comparativas semíticas mostram que ambos o *gh e o * do proto-semítico se tornaram 'ayin no hebraico tardio. Isto sugere que a distinção ainda era mantida em tempos clássicos.

## Verbos
A palavra hebraica para verbo é po'al.

### Binyanim ou conjugações em hebraico
Os verbos em hebraico são conjugados conforme sete paradigmas chamados binyanim (construções), conforme essas construções são adicionadas às raízes (shorashim), as vogais, prefixos e sufixos, dependendo se o verbo estiver no presente, no passado ou no futuro.
A palavra em hebraico para verbo é “poal”, as três letras desta palavra são geralmente usadas para indicar o paradigma da construção verbal פ.ע.ל. Esta tabela na forma de uma Menora pode ser útil para exemplificar os sete binyamim (construções): do lado direito temos três (binyamim) que indicam a voz ativa, do lado esquerdo se encontram três binyanim que indicam a voz passiva e no meio se encontra um binyan que indica a forma reflexiva ou recíproca.
Os verbos no hebraico são declinados pelo género, pessoa, número e tempo. A forma base para os verbos é a terceira pessoa masculina singular do passado ativo do indicativo.

### Pessoa, número, e gênero
Há três pessoas na língua hebraica: a primeira pessoa, também chamada a "falante"; a segunda pessoa, a "presente"; e a terceira, a "escondida" (no presente todas as pessoas têm formas idênticas, diferindo apenas no número e género). Para cada pessoa há formas singulares e plurais. O dual arcaico presente no sistema nominal não é usado no sistema verbal.
Usualmente, a pessoa afeta o sufixo do verbo. Assim: lamadti (לָמַדְתִּי) significa "aprendi", lamadta (לָמַדְתָּ)' significa "aprendeste", lamdu (לָמְדוּ) significa "aprenderam". A raiz lamd- mantém-se constante.
O hebraico declina ainda com o género, distinguindo, por exemplo, entre lamadet (לָמַדְתְּ) ("aprendeste", no feminino) e lamadta (לָמַדְתָּ) ("aprendeste", no masculino).

### Governo
- Site oficial da Academia da Língua Hebraica
- Ma'agarim – O Projeto de Dicionário Histórico da Academia da Língua Hebraica
- Frases Hebraicas pelo Ministério do Turismo israelense

### Informações gerais
- Língua hebraica na Jewish Encyclopedia
- A Guide to Hebrew na BBC Online
- A Short History of the Hebrew Language da Chaim Menachem Rabin
- Dicionário hebraico-português